# محمد خليل المرادي
محمد خليل بن علي بن محمد بن محمد مراد المعروف بالمُرادي، الحسيني الحنفي الدمشقي، ولد بدمشق في عام 1173هـ = 1759م، وتوفي في حلب سنة 1206هـ = 1791م.
مفتي دمشق الشام ونقيب أشرافها، مؤرخ، من بيت علم وسيادة، ولد ونشأ بدمشق، وقرأ القرآن الكريم على يد الشيخ سليمان المصري، ودرس العلوم والآداب واللغة التركية، والإنشاء، والتوقيع. مهر وبلغ درجةً من العلم والفضل كبيرة، وكان يمتاز بخلقٍ حسن. تولى عدداً من المهام منها: نظارة الجامع الأموي عام 1191هـ، وفتوى دمشق، ثم آل إليه أمر الإفتاء للمذهب الحنفي بعد وفاة والده في سنة 1192هـ ـ وكان وقتها في زيارةٍ للآستانة ـ ونقابة الأشراف عام 1200هـ. كان مغرماً بجمع الآثار والتراجم على طريقة المؤرخين؛ لذا كانت تجري بينه وبين عددٍ كبيرٍ من الفضلاء والعلماء من مختلف الأقطار مكاتباتٌ يجمع فيها كثيراً مما يتصل بتراجم الأعلام في شتى الديار والمدن.

## مؤلفاته
صنّف عدداً من المؤلفات منها كتاب: «سلك الدرر في أعيان القرن الثاني عشر» طبع في مكتبة المثنى في بغداد، ورسالة ترجم فيها لبعض علماء حلب، ومعجم ترجم فيه لمن لقيه من العلماء، و«إتحاف الأخلاف بأوصاف الأسلاف» و«عُرف الشام فيمن ولي فتوى دمشق الشام» طبع بدمشق، و«ذيل سلك الدرر» و«تحفة الدهر ونفحة الزهر في أعيان المدينة من أهل العصر» في أربعة أقسام، «مطمح الواجد في ترجمة الوالد الماجد»، وهو ترجمة لحياة والده.
أشار في مقدمة «سلك الدرر» إلى الطريقة التي انتهجها في تصنيفه، مشيراً إلى مصادر معلوماته التي كانت تعتمد على: المشافهة والمراسلات وكتب السابقين ورحلات المعاصرين والمعاجم وغير ذلك من المصادر التي تدل على علو كعبه في ميدان التأريخ، وموضوعيته، وذكر مصادره، فقال: «فجمعت هذا التاريخ اللطيف الكامل في التعريف بحال الشخص والتوصيف، واجتمع عندي جملة من الرحلات والإثبات والتراجم من كثرة التنضير والتفحص الكثير، والأخذ من الأفواه شفاهاً، وبالمكاتبات إلى البلدان التي كنت لست أراها، فكان عندي رحلة الوجيه عبد الرحمن بن محمد الذهبي، ورحلة مؤرخ مكة الشيخ مصطفى بن فتح الله الحموي، والنفحة للأمين المحبي، وذيلها للشيخ محمد المحمودي، وثبت العلامة الشمس محمد بن عبد الرحمن الغزي العامري المسمى لطائف المنة، وتذكرته الأدبية، ورحلة الأستاذ الشيخ عبد الغني النابلسي الكبرى والصغرى الحجازية والقدسية، وغير ذلك من المشيخات والمعاجم والإثبات». له كذلك شعرٌ رقيق، تناول فيه العديد من الموضوعات.